# Cryptopilumnus
Cryptopilumnus is een geslacht van kreeftachtigen uit de klasse van de Malacostraca (hogere kreeftachtigen).

## Soorten
- Cryptopilumnus changensis (Rathbun, 1909)
- Cryptopilumnus pereiodontus (Davie & Ghani, 1993)
- Cryptopilumnus taiwanensis Hsueh, J.-F. Huang & Ng, 2009